# 100 złotych 1988 Jadwiga
100 złotych 1988 Jadwiga – okolicznościowa moneta stuzłotowa, wprowadzona do obiegu 25 października 1988 r. zarządzeniem z 14 października 1988 r. (M.P. z 1988 r. nr 30, poz. 276), wycofana z dniem denominacji z 1 stycznia 1995 r., rozporządzeniem prezesa Narodowego Banku Polskiego z dnia 18 listopada 1994 r. (M.P. z 1994 r. nr 61, poz. 541).
Moneta została wybita w ramach serii tematycznej Poczet królów i książąt polskich.

## Awers
W centralnym punkcie umieszczono godło – orła bez korony, po bokach orła rok „1988", dookoła napis „POLSKA RZECZPOSPOLITA LUDOWA”, na dole napis „ZŁ 100 ZŁ”, a pod łapą orła znak mennicy w Warszawie.

## Rewers
Na tej stronie monety znajduje się popiersie Jadwigi Andegaweńskiej, dookoła napis „JADWIGA 1384–1399”, po prawej stronie berła monogram projektantki.

## Nakład
Monetę bito w Mennicy Państwowej, w miedzioniklu, na krążku o średnicy 29,5 mm, masie 10,8 grama, z rantem ząbkowanym, stemplem zwykłym, w nakładzie 2 469 000 sztuk, według projektów:
- Ewy Tyc-Karpińskiej (awers) oraz
- Stanisławy Wątróbskiej-Frindt (rewers).

Na początku lat 90. XX w. w ramach emisji zestawów rocznikowych monet PRL z lat 1979, 1980, 1981, 1982, 1986, 1987, 1988, 1989, 1990, w Mennicy Państwowej wybito ponownie tę monetę, tym razem stemplem lustrzanym, w nakładzie 5000 sztuk.

## Opis
Okolicznościowa stuzłotówka z Jadwigą Andegaweńską należy do serii tematycznej monet obiegowych z wizerunkiem okolicznościowym − poczet królów i książąt polskich, składającej się w sumie z 23 monet o różnych nominałach, w tym z:
- 6 monet o nominale 50 złotych (okres PRL),
- 4 monet o nominale 100 złotych (okres PRL),
- 1 monety o nominale 500 złotych (okres PRL),
- 1 monety o nominale 10 000 złotych (okres przeddenominacyjny III RP),
- 2 monet o nominale 20 000 złotych (okres przeddenominacyjny III RP),
- 9 monet o nominale 2 złote (okres podenominacyjny III RP).

Seria ta była emitowana przez Narodowy Bank Polski w latach 1979−2005.
Na rynku kolekcjonerskim pojawia się odmiana tej monety bez monogramu projektantki na rewersie.

## Powiązane monety
Z identycznym rysunkiem rewersu Narodowy Bank Polski wyemitował:
- monetę kolekcjonerską z roku 1988, w srebrze Ag750, o nominale 500 złotych, średnicy 32 mm, masie 16,5 grama, z rantem gładkim,
- monetę kolekcjonerską z roku 2000, w złocie Au900, o nominale 100 złotych, średnicy 21 mm, masie 8 gramów, z rantem gładkim.

## Wersje próbne
Istnieje wersja tej monety należąca do serii próbnej w niklu, wybita w nakładzie 500 sztuk, oraz wersje próbne technologiczne w miedzioniklu:
- z napisem „PRÓBA” z prawej strony nad postacią Jadwigi (w nieznanym nakładzie),
- z napisem „PRÓBA” pod latami panowania (w nieznanym nakładzie).